# NBA 1962/63
Die NBA-Saison 1962/63 war die 17. Saison der National Basketball Association (NBA). Sie begann am Dienstag, den 16. Oktober 1962, und endete regulär nach 360 Spielen am Sonntag, den 17. März 1963. Die Postseason begann am Dienstag, den 19. März, und endete am Mittwoch, den 24. April, mit 4–2 Finalsiegen der Boston Celtics über die Los Angeles Lakers.

## Saisonnotizen
- Die Philadelphia Warriors folgten den Los Angeles Lakers an die Westküste und ließen sich in San Francisco nieder. Dadurch tauschten sie mit den Cincinnati Royals die Division. Die Chicago Packers benannten sich vor der Saison derweil um in Chicago Zephyrs.[1]
- Erster Draft-Pick in der NBA-Draft 1962 wurde Utah Ute Bill McGill von der University of Utah für das Expansion Team des letzten Jahres, die Chicago Zephyrs. Die Cincinnati Royals und die Detroit Pistons machten von ihren Territorial picks Gebrauch und wählten Buckeye Jerry Lucas von der Ohio State University und Titan Dave DeBusschere von der University of Detroit Mercy.[2]
- Das 13. All-Star-Game fand am Mittwoch, den 16. Januar 1963, vor 14.838 Zuschauern in der Los Angeles Memorial Sports Arena von Los Angeles, Kalifornien statt. Red Auerbachs Eastern All-Stars besiegten Fred Schaus’ Western All-Stars mit 115–108. All-Star Game MVP wurde Bill Russell von den Boston Celtics.[3]

## Abschlusstabellen
Pl. = Rang,  = Für die Playoffs qualifiziert, Sp = Anzahl der Spiele, S–N = Siege–Niederlagen, % = Siegquote (Siege geteilt durch Anzahl der bestrittenen Spiele), GB = Rückstand auf den Führenden der Division in der Summe von Sieg- und Niederlagendifferenz geteilt durch zwei, Heim = Heimbilanz, Ausw. = Auswärtsbilanz, Neutr. = Bilanz auf neutralem Boden, Div. = Bilanz gegen die Divisionsgegner

### Eastern Division
| Pl. | Mannschaft              | Sp | S–N   | %    | GB | Heim  | Ausw. | Neutr. | Div.  |
| --- | ----------------------- | -- | ----- | ---- | -- | ----- | ----- | ------ | ----- |
| 1.  | Boston Celtics          | 80 | 58–22 | .725 | –  | 25–50 | 21–16 | 12–10  | 25–11 |
| 2.  | Syracuse Nationals      | 80 | 48–32 | .600 | 10 | 23–50 | 13–19 | 12–80  | 21–15 |
| 3.  | Cincinnati Royals       | 80 | 42–38 | .525 | 16 | 23–10 | 15–19 | 04–90  | 20–16 |
| 4.  | New York Knickerbockers | 80 | 21–59 | .263 | 37 | 12–22 | 05–28 | 04–90  | 08–30 |

### Western Division
| Pl. | Mannschaft               | Sp | S–N   | %    | GB | Heim  | Ausw. | Neutr. | Div.  |
| --- | ------------------------ | -- | ----- | ---- | -- | ----- | ----- | ------ | ----- |
| 1.  | Los Angeles Lakers       | 80 | 53–27 | .663 | –  | 27–70 | 20–17 | 06–30  | 33–13 |
| 2.  | St. Louis Hawks          | 80 | 48–32 | .600 | 5  | 30–70 | 13–18 | 07–40  | 29–17 |
| 3.  | Detroit Pistons          | 80 | 34–46 | .425 | 19 | 14–16 | 08–19 | 12–11  | 19–27 |
| 4.  | 0San Francisco Warriors0 | 80 | 31–49 | .388 | 22 | 13–20 | 11–25 | 07–40  | 18–28 |
| 5.  | Chicago Zephyrs          | 80 | 25–55 | .313 | 28 | 17–17 | 03–23 | 05–15  | 13–27 |

## Ehrungen
- All-Star Game MVP 1963: Bill Russell, Boston Celtics
- Most Valuable Player 1962/63: Bill Russell, Boston Celtics
- Rookie of the Year 1962/63: Terry Dischinger, Chicago Zephyrs
- Coach of the Year 1962/63: Harry Gallatin, St. Louis Hawks

| - All-NBA First Team: - Elgin Baylor, Los Angeles Lakers - Bob Pettit, St. Louis Hawks - Bill Russell, Boston Celtics - Oscar Robertson, Cincinnati Royals - Jerry West, Los Angeles Lakers | - All-NBA Second Team: - Tom Heinsohn, Boston Celtics - Bailey Howell, Detroit Pistons - Wilt Chamberlain, San Francisco Warriors - Bob Cousy, Boston Celtics - Hal Greer, Syracuse Nationals |

- All-Rookie Team:
  - Terry Dischinger, Chicago Zephyrs
  - Chet Walker, Syracuse Nationals
  - Zelmo Beaty, St. Louis Hawks
  - John Havlicek, Boston Celtics
  - Dave DeBusschere, Detroit Pistons

## Führende Spieler in Einzelwertungen
| Kategorie       | Spieler          | Mannschaft             | Wert   |
| --------------- | ---------------- | ---------------------- | ------ |
| Punkte          | Wilt Chamberlain | San Francisco Warriors | 3586   |
| Wurfquote †     | Wilt Chamberlain | San Francisco Warriors | 52,8 % |
| Freiwurfquote ‡ | Larry Costello   | Syracuse Nationals     | 88,1 % |
| Assists         | Guy Rodgers      | San Francisco Warriors | 825    |
| Rebounds        | Wilt Chamberlain | San Francisco Warriors | 1946   |

† 210 Körbe nötig. Chamberlain nahm 2770 Schüsse und traf 1463-mal.

‡ 210 Freiwürfe nötig. Costello traf 288 von 327.

- Wilt Chamberlain von den San Francisco Warriors stand mit 3806 Minuten in 80 Spielen am längsten auf dem Spielfeld.
- Mit 312 beging Zelmo Beaty von den St. Louis Hawks die meisten Fouls. Frank Ramsey von den Boston Celtics war mit insgesamt 13-mal am häufigsten fouled out.
- Bis zur Saison 1968/69 wurden den Statistiken in den Kategorien „Punkte“, „Assists“ und „Rebounds“ die insgesamt erzielten Leistungen zu Grunde gelegt und nicht die Quote pro Spiel.[4]
- Chamberlains 3586 Punkte ergaben auch den besten Punkteschnitt aller Zeiten mit 44,8 Punkten pro Spiel.
- Larry Costello trat Dolph Schayes’ Nachfolge an und hatte die beste Freiwurfquote. Er verwandelte die siebzehntmeisten Freiwürfe.
- Guy Rodgers gewährte 10,4 Assists pro Spiel. Am 14. März egalisierte er Bob Cousys 28 Assists aus einem Spiel von 1959. Lediglich Kevin Porter (29) und Scott Skiles (30) assistierten bisher häufiger (Stand: 2020).
- Insgesamt kamen sechs Spieler auf über 1000 Rebounds. Wilt Chamberlains 1946 Bretter bedeuteten eine Quote von 24,3 Rebounds pro Spiel.

## Playoffs-Baum
|  | Division-Halbfinals | Division-Halbfinals | Division-Halbfinals |  |  | Division-Finals | Division-Finals    | Division-Finals |  |    | NBA-Finals         | NBA-Finals     | NBA-Finals |
|  |                     |                     |                     |  |  |                 |                    |                 |  |    |                    |                |            |
|  | Western Division    | Western Division    | Western Division    |  |  | W1              | Los Angeles Lakers | 4               |  |    |                    |                |            |
|  | W2                  | St. Louis Hawks     | 3                   |  |  | W2              | St. Louis Hawks    | 3               |  |    |                    |                |            |
|  | W3                  | Detroit Pistons     | 1                   |  |  |                 |                    |                 |  | W1 | Los Angeles Lakers | 2              |            |
|  |                     |                     |                     |  |  |                 |                    |                 |  |    | E1                 | Boston Celtics | 4          |
|  | Eastern Division    | Eastern Division    | Eastern Division    |  |  | E3              | Cincinnati Royals  | 3               |  |    |                    |                |            |
|  | E2                  | Syracuse Nationals  | 2                   |  |  | E1              | Boston Celtics     | 4               |  |    |                    |                |            |
|  | E3                  | Cincinnati Royals   | 3                   |  |  |                 |                    |                 |  |    |                    |                |            |

## Playoffs-Ergebnisse
Die Playoffs begannen am 19. März und wurden in der ersten Runde nach dem Modus „Best of Five“ ausgetragen, die Division-Finals und die NBA-Finals nach dem Modus „Best of Seven“. Die Divisionssieger hatten ein Freilos in der ersten Runde.
Bob Cousy von den Celtics gewährte in seinen Abschiedsplayoffs 116 Assists, Bill Russell errang 326 Rebounds und Elgin Baylor von den Lakers erzielte 424 Punkte in der Postseason.
In den fünf Spielen der Eastern Division-Halbfinals leistete sich Larry Costello, der Führende der Freiwurfwertung, 27 persönliche Fouls, was vor und nach ihm nur jeweils zwei weiteren Spielern gelang. Oscar Robertson stand mit 243 Minuten am bisher längsten auf dem Playoff-Parkett einer Fünfer-Serie.
Beide Divisions-Finals gingen über die gesamte Distanz, der Eastern Division-Neuling Cincinnati kam sogar auf 2 Playoff-Auswärtssiege, die die Celtics auszugleichen hatten. In jener Sieben-Spiele-Serie verwandelten die Celtics als Team auch bisher unerreichte 333 Würfe.

### Eastern Division-Halbfinals
Cincinnati Royals 3, Syracuse Nationals 2

Dienstag, 19. März: Syracuse 123 – 120 Cincinnati

Donnerstag, 21. März: Cincinnati 133 – 115 Syracuse

Sonnabend, 23. März: Syracuse 121 – 117 Cincinnati

Sonntag, 24. März: Cincinnati 125 – 118 Syracuse

Dienstag, 26. März: Syracuse 127 – 131 Cincinnati (n. V.)

### Western Division-Halbfinals
St. Louis Hawks 3, Detroit Pistons 1

Mittwoch, 20. März: St. Louis 118 – 99 Detroit

Freitag, 22. März: St. Louis 122 – 108 Detroit

Sonntag, 24. März: Detroit 107 – 103 St. Louis

Dienstag, 26. März: Detroit 100 – 104 St. Louis

### Eastern Division-Finals
Boston Celtics 4, Cincinnati Royals 3

Donnerstag, 28. März: Boston 132 – 135 Cincinnati

Freitag, 29. März: Cincinnati 102 – 125 Boston

Sonntag, 31. März: Boston 116 – 121 Cincinnati

Mittwoch, 3. April: Cincinnati 110 – 128 Boston

Sonnabend, 6. April: Boston 125 – 120 Cincinnati

Sonntag, 7. April: Cincinnati 109 – 99 Boston

Mittwoch, 10. April: Boston 142 – 131 Cincinnati

### Western Division-Finals
Los Angeles Lakers 4, St. Louis Hawks 3

Sonntag, 31. März: Los Angeles 112 – 104 St. Louis

Dienstag, 2. April: Los Angeles 101 – 99 St. Louis

Donnerstag, 4. April: St. Louis 125 – 112 Los Angeles

Sonnabend, 6. April: St. Louis 124 – 114 Los Angeles

Sonntag, 7. April: Los Angeles 123 – 100 St. Louis

Dienstag, 9. April: St. Louis 121 – 113 Los Angeles

Donnerstag, 11. April: Los Angeles 115 – 100 St. Louis

## NBA-Finals

### Boston Celtics vs. Los Angeles Lakers
Seit dem 9. April 1959 erzielte Elgin Baylor in jedem seiner Finalspiele bis zum letzten dieser Serie 30 oder mehr Punkte, insgesamt 13-mal in Folge. Bill Russell errang seit den Finals 1960 in jedem Spiel 20 oder mehr Rebounds, 15-mal in Folge (Stand: 2020).
Die Finalergebnisse:

Sonntag, 14. April: Boston 117 – 114 Los Angeles

Dienstag, 16. April: Boston 113 – 106 Los Angeles

Mittwoch, 17. April: Los Angeles 119 – 99 Boston

Freitag, 19. April: Los Angeles 105 – 108 Boston

Sonntag, 21. April: Boston 119 – 126 Los Angeles

Mittwoch, 24. April: Los Angeles 109 – 112 Boston

Die Boston Celtics werden mit 4–2 Siegen zum sechsten Mal und zum fünften Mal in Folge NBA-Meister.

## Die Meistermannschaft der Boston Celtics
| Kapitän Bob Cousy, Gene Guarilia, John Havlicek, Tom Heinsohn, K. C. Jones, Sam Jones, Jim Loscutoff, Clyde Lovellette, Frank Ramsey, Bill Russell, Tom Sanders, Dan Swartz Head Coach Red Auerbach |